# 穆哈武拉火山
穆哈武拉火山（英語：Mount Muhabura）是非洲維龍加山脈的死火山，位於盧旺達和烏干達接壤邊境，屬於東非大裂谷的一部分，是維龍加山脈的第三大高山。穆哈武拉火山的部分地區屬於盧旺達火山國家公園，部分地區則屬於烏干達姆加新加大猩猩國家公園，遊客可從烏干達那邊登山。

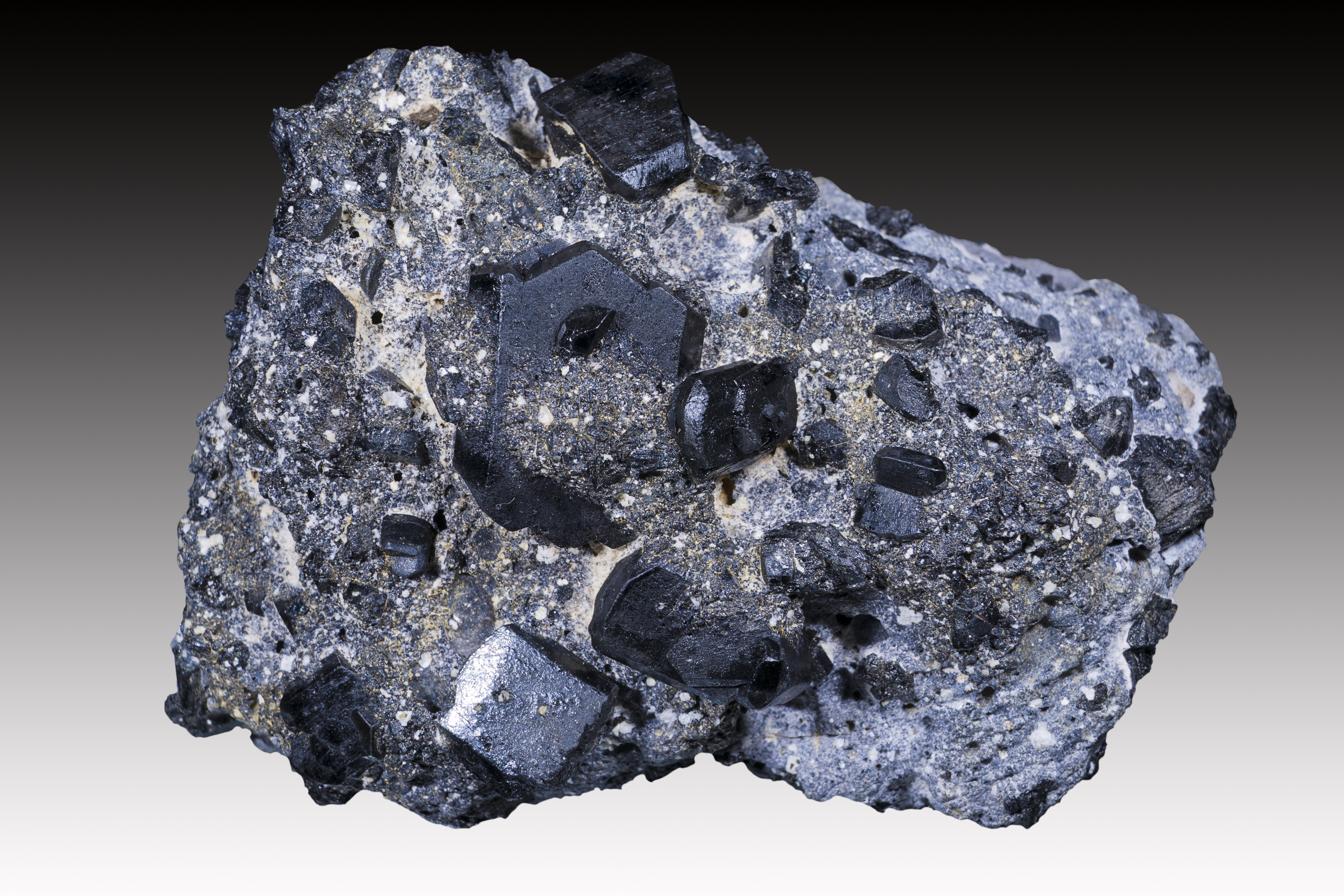
從穆哈武拉火山開採的輝石晶體